# Sucrier à ventre jaune
Coereba flaveola
Genre
Espèce
Statut de conservation UICN

 LC  : Préoccupation mineure
Synonymes
- Certhia flaveola Linné, 1758 (protonyme)

Le Sucrier à ventre jaune (Coereba flaveola) est une espèce de passereau de la famille des Thraupidae d'après la classification de référence (version 7.1) du Congrès ornithologique international. C'est la seule espèce du genre Coereba.

## Comportement
Le sucrier à ventre jaune (Coereba flaveola) est un passereau qui est présent dans une large partie de l'Amérique centrale du sud. Il se nourrit de nectar, de fruits, d'araignées et d'insectes. Pour prélever le nectar, il incise la base de la corolle, détruisant ainsi la fleur. Il ne participe donc pas à sa fécondation, mais détourne la production de nectar pour ses besoins propres.

## Répartition et habitat

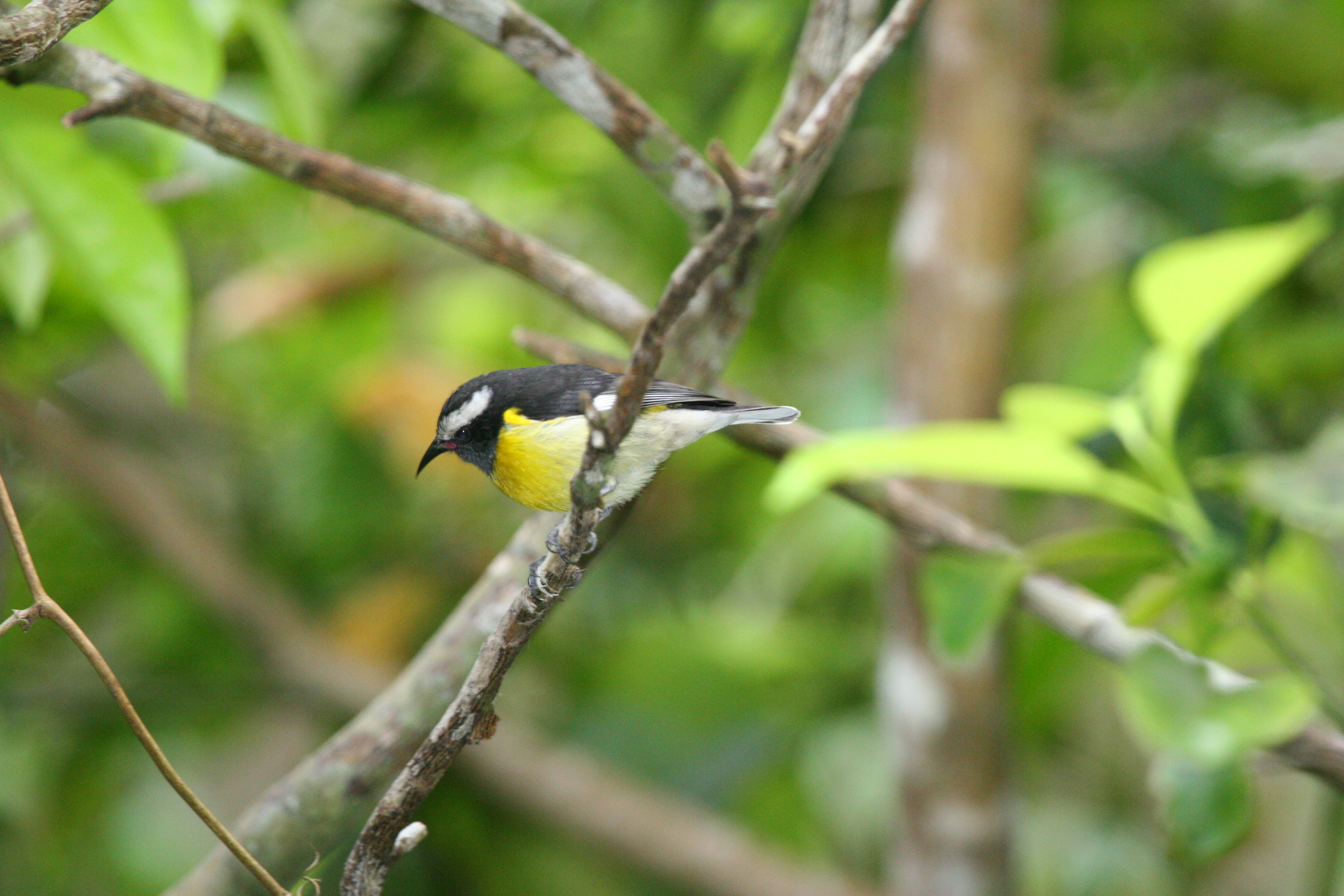
La sous-espèce nominale C. f. flaveola.

Son aire s'étend à travers l'Amérique latine : de l'État de Veracruz (Mexique) et les Caraïbes au Rio Grande (Brésil).

## Systématique
L'espèce Coereba flaveola a été décrite par le naturaliste suédois Carl von Linné en 1758, sous le nom initial de Certhia flaveola.

## Sous-espèces
- C. f. bahamensis (Reichenbach, 1853)  — Bahamas
- C. f. caboti (Baird, 1873) — péninsule du Yucatán
- C. f. flaveola (Linné, 1758) — Jamaïque
- C. f. sharpei (Cory, 1886) — îles Caïman
- C. f. bananivora (Gmelin, 1789)  — Hispaniola
- C. f. nectarea Wetmore, 1929 — île de la Tortue
- C. f. portoricensis (Bryant, 1866) — Porto Rico
- C. f. sanctithomae (Sundevall, 1869) — Vieques, Culebra et îles Vierges britanniques
- C. f. newtoni (Baird, 1873) — Sainte-Croix (îles Vierges des États-Unis)
- C. f. bartholemica (Sparrman, 1788) — centre/nord des petites Antilles
- C. f. martinicana (Reichenbach, 1853) — Martinique et Sainte-Lucie
- C. f. barbadensis (Baird, 1873) — Barbade
- C. f. atrata (Lawrence, 1878) — Saint-Vincent
- C. f. aterrima (Lesson, 1830) — Grenade et Grenadines
- C. f. uropygialis Berlepsch, 1892 — Aruba et Curaçao
- C. f. tricolor (Ridgway, 1884) — île de la Providence
- C. f. oblita Griscom, 1923) — San Andrés (île)
- C. f. mexicana (Sclater, 1857) — du sud-est du Mexique à l'ouest du Panama
- C. f. cerinoclunis Bangs, 1901 — archipel des Perles
- C. f. columbiana (Cabanis, 1866) — est du Panama, Colombie et Venezuela
- C. f. bonairensis Voous, 1955 — Bonaire
- C. f. melanornis Phelps & Phelps Jr., 1954 — Cayo Sal
- C. f. lowii Cory, 1909 — archipel de Los Roques
- C. f. ferryi Cory, 1909 — île de la Tortue (Venezuela)
- C. f. frailensis Phelps & Phelps Jr., 1946 — archipels de Los Frailes et Los Hermanos
- C. f. laurae Lowe, 1908 — archipel Los Testigos
- C. f. luteola (Cabanis, 1851) — litoral de la Colombie et du Venezuela, Trinité-et-Tobago
- C. f. obscura Cory, 1913 — nord-est de la Colombie et ouest du Venezuela
- C. f. minima (Bonaparte, 1854) — de l'est de la Colombie à la Guyane
- C. f. montana Lowe, 1912 — Ande vénézuéliennes
- C. f. caucae Chapman, 1914 — El Chocó
- C. f. gorgonae Thayer & Bangs, 1905 — île de Gorgone
- C. f. intermedia (Salvadori & Festa, 1899) — au nord de l'Amazone
- C. f. bolivari Zimmer & Phelps, 1946 — est du Venezuela
- C. f. guianensis (Cabanis, 1851) — Venezuela et Guyana
- C. f. roraimae Chapman, 1929 — tepuys
- C. f. pacifica Lowe, 1912 — ouest du Pérou
- C. f. magnirostris (Taczanowski, 1880) — Tumbes
- C. f. dispar Zimmer, 1942 — est du Pérou et nord de la Bolivie
- C. f. chloropyga (Cabanis, 1851) — Pérou, Bolivie, Paraguay, Brésil et Selva Misionera
- C. f. alleni Lowe, 1912 — de l'est de la Bolivie au centre du Brésil

## Notes et références

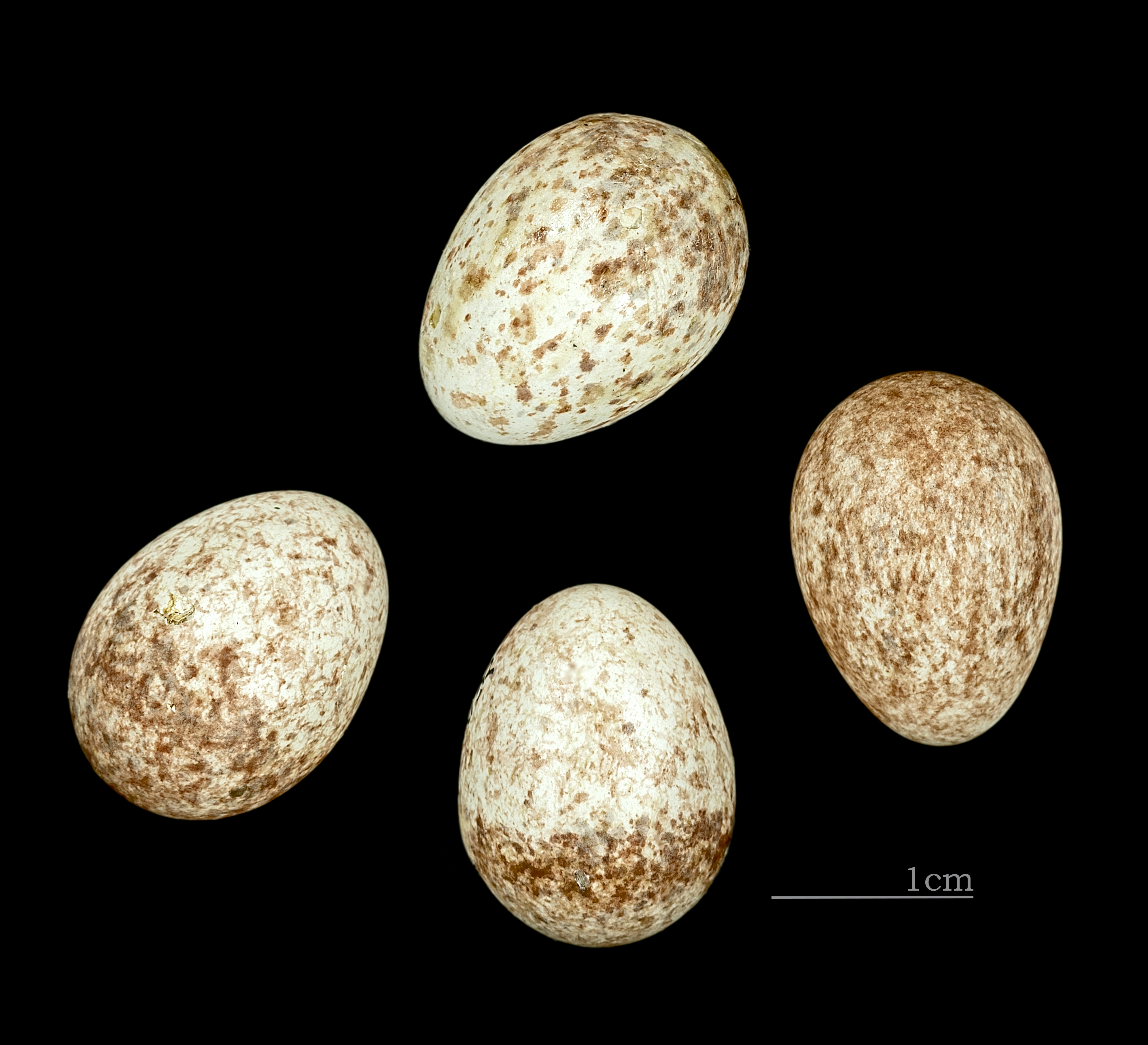
Œufs de Sucrier à ventre jaune Muséum de Toulouse